# Ramaria perbrunnea
Ramaria perbrunnea är en svampart som beskrevs av Corner & K.S. Thind 1966. Ramaria perbrunnea ingår i släktet Ramaria och familjen Gomphaceae.   Inga underarter finns listade i Catalogue of Life.